# 국립 우랄 대학교
국립 우랄 대학교(러시아어: Урáльский госудáрственный университéт и́мени А.М. Гóрького, USU, УрГУ)는 러시아 스베르들롭스크주 예카테린부르크에 위치한 공립 대학이다. 1920년에 설립된 이 학교는 여러 기관 (교육 및 과학 부서)으로 구성된 독점적인 교육 기관이었으며 나중에 독립된 대학 및 학교가 되었다.
1936년에 설립된 이 대학은 설립자 가운데 한 명인 러시아 작가 막심 고리키의 이름을 따서 명명되었으며, 우랄 지역에서 두 번째로 오래된 대학이다. (이 지역에서 가장 오래된 대학은 국립 우랄 광산 대학교로 1914년에 설립되었다.) 우랄 국립대는 53개의 대학원 프로그램을 포함해 수십 개의 과학 및 교육 분야에서 교육을 제공한다. 
대학의 교수진 가운데는 러시아 과학 아카데미의 학자 18명이 있다.
국립 우랄 대학교에서는 매년 데미도프상 수상자들이 진행하는 일련의 강의인 데미도프 렉처를 개최한다. 2011년, 국립 우랄 기술 대학교와 국립 우랄 대학교의 합병으로 우랄 연방 대학교가 설립되었다.